# Synallaxis fuscorufa
A Synallaxis fuscorufa a madarak (Aves) osztályának verébalakúak (Passeriformes) rendjébe és a fazekasmadár-félék (Tyrannidae) családjába tartozó faj.

## Rendszerezése
A fajt Philip Lutley Sclater angol ornitológus írta le 1882-ben.

## Előfordulása
Dél-Amerika északi részén, Kolumbia területén, a Sierra Nevada de Santa Marta hegységben honos. Természetes élőhelyei a szubtrópusi vagy trópusi síkvidéki és hegyi esőerdők. Állandó, nem vonuló faj.

## Megjelenése
Testhossza 18 centiméter, a testtömege 15-17 gramm.

## Életmódja
Általában párban keresgéli ízeltlábúakból álló táplálékát.

## Természetvédelmi helyzete
Elterjedési területe nagyon kicsi, egyedszáma 2500-9999 példány közötti és csökken. A Természetvédelmi Világszövetség Vörös listáján sebezhető fajként szerepel.